# Глаттер, Лесли Линка
Лесли Линка Глаттер (англ. Lesli Linka Glatter) — американский режиссёр, продюсер и бывший хореограф.
Глаттер за свою карьеру, охватывающую три десятилетия, выступила в качестве режиссёра около шестидесяти телесериалов и фильмов. В 1985 году она сняла короткометражный фильм «Сказания о встрече и разлуке», который был номинирован на премию «Оскар» за лучший игровой короткометражный фильм.
Глаттер сняла несколько кинофильмов, в том числе «Время от времени» и «Предложение», однако наибольшего успеха добилась на телевидении, где была режиссёром таких сериалов как «Твин Пикс», «Полиция Нью-Йорка», «Закон и порядок: Специальный корпус», «Девочки Гилмор», «Анатомия страсти», «Западное крыло», «Ищейка», «Скорая помощь», «Менталист», «Доктор Хаус», «Хорошая жена», «Настоящая кровь», «Нэшвилл» и многих других. За свою работу над сериалом «Безумцы» Глаттер получила премию Гильдии режиссёров США и была номинирована на «Эмми» в 2010 году.